# Lola Bunny
Lola Bunny ist eine Trickfigur der Warner Bros. Studios. Sie ist ein Kaninchen und hat eine romantische Beziehung mit Bugs Bunny und ist seine größte Liebe und Freundin. Sie hat beiges bis hellbraunes Fell, einen blonden Pony und trägt ihre beiden Ohren als Pferdeschwanz mit einem lila Gummiband. Ein wichtiger Charakterzug von Lola ist, dass sie sehr aufgeregt und rachsüchtig ist, wenn sie „Hasie“ genannt wird. Lola wurde bei ihrem ersten Auftritt in dem Film Space Jam im englischsprachigen Original von Kath Soucie gesprochen, während in der deutschsprachigen Version Diana Borgwardt diese Aufgabe übernahm.

## Entstehung
Lola hatte ihren ersten Leinwandauftritt in dem 1996 erschienenen Film Space Jam. In ihm bekommt sie mit ihren Basketballfähigkeiten einen Platz im Team Toon Squad, in dem die Looney Tunes mit der Hilfe von Michael Jordan gegen die schurkischen Monstars für ihre Freiheit kämpfen. Der Toon Squad ist siegreich, und Lola entfacht eine Romanze mit Bugs, nachdem er sie heldenhaft vor einem Angriff eines Monstars rettete, indem er sie aus dem Weg schob und selbst von dem Monstar zerquetscht wurde. Sie dankt Bugs, indem sie ihm einen Kuss gibt. Am Ende des Films küssen sie sich nochmal und sind sie offiziell ein Paar.

## Spätere Auftritte
Nach Space Jam hatte Lola regelmäßig Solo-Geschichten in dem monatlichen Looney-Tunes-Comic von DC Comics. Außerdem erschien eine Baby-Version von ihr in der Serie Baby Looney Tunes (2002–2005), in der sie im Englischen von Britt McKillip und im Deutschen von Ilona Brokowski synchronisiert wurde.
Weitere Auftritte von ihr erfolgten als Reporterin in dem Direct-to-Videofilm Tweety’s High-Flying Adventure und als spielbarer Charakter in Looney Tunes Racing – beide im Jahr 2000 veröffentlicht. Lola Bunny erschien 2005 auch in dem Webtoon Dating Do’s & Don’ts auf looneytunes.com. In diesem Webtoon versucht Bugs Bunny Lola zu einem Date mitzunehmen; sie werden aber durch Elmer Fudd und Lolas Vater, gesprochen von Tom Kenny, gestört. Lolas Vater in diesem Webtoon hat nur wenig Ähnlichkeit mit Lolas Vater in der Serie The Looney Tunes Show (2011–2013). In dieser Serie erscheint auch Lola stark verändert und ist sie Bugs’ „verrückte“ Freundin, die sehr viel spricht, egal ob ihr jemand zuhört oder nicht. Im englischsprachigen Original der Serie wird sie von Kristen Wiig synchronisiert. Im Deutschen übernahm Ilona Brokowski diese Aufgabe. Auch war Lola in dem 2015 erschienenen Direct-to-Videofilm Looney Tunes – Hasenjagd zu sehen, der ein Ableger der Serie ist und in dem sie im Englischen von Rachel Ramras gesprochen wird. In der Serie Die neue Looney Tunes Show (2015–2019), in der sie drei Auftritte hat, lieh ihr im Original Kath Soucie ihre Stimme. Zudem erschien sie 2021 in der Space-Jam-Fortsetzung Space Jam: A New Legacy, in der sie im Englischen von Zendaya und im Deutschen von Palina Rojinski synchronisiert wurde.